# Paz interior
Paz interior ou paz mental é um coloquialismo que se refere ao estado de se estar mentalmente ou espiritualmente em paz, com conhecimento e entendimento para enfrentar desacordos ou estresse. 

## Descrição
Estar "em paz interior" é estar em homeostase, em oposição a estar tenso ou ansioso. É, geralmente, associada ao júbilo e à felicidade. Muitos espiritualistas ou pessoas religiosas defendem que somente se consegue atingir a paz interior com uma experiência divina de algum tipo. Paz interior, serenidade e calma são descrições de alguém que está livre dos efeitos do estresse. Em algumas culturas, a paz interior é considerada um estado de consciência ou iluminação que pode ser cultivada por diversas tipos de treinamento, tais como a oração, meditação (contemplativa), T'ai Chi Ch'uan ou ioga, por exemplo. Muitas práticas espirituais referem-se a esta paz como uma experiência de autoconhecimento. A busca da paz interior é, frequentemente, associada a filosofias como o budismo e hinduísmo.